# Vila Lalić u Splitu
Vila Lalić je zgrada u Splitu, Hrvatska. Nalazi se na adresi Bregovita 7.
Vila je građena 1910. godine.
Pod oznakom P-5184 zavedena je kao nepokretno kulturno dobro - pojedinačno, pravna statusa preventivno zaštićena kulturnog dobra, klasificirano kao profana graditeljska baština.